# Simenbergens nationalpark
Simenbergens nationalpark ligger i regionen Amhara, i Etiopien. Parken täcker in Simenbergen med bergstoppen Ras Dashen, den högsta punkten i Etiopien och den tionde högsta i Afrika.
Nationalparken är hem för ett antal olika djurarter, bland annat den etiopiska vargen, geladababianen och waliestenbocken. Fler än 50 fågelarter finns i parken, däribland lammgamen, med sitt upp till 3 meter stora vingspann
Parken genomkorsas av en grusväg som går från Debarq, där nationalparkens administrativa centrum ligger, österut går denna sedan genom ett antal byar till Buahitpasset, där vägen vänder söderut och slutar i Mekane Berhan 10 km utanför parkens gränser.

## Historia

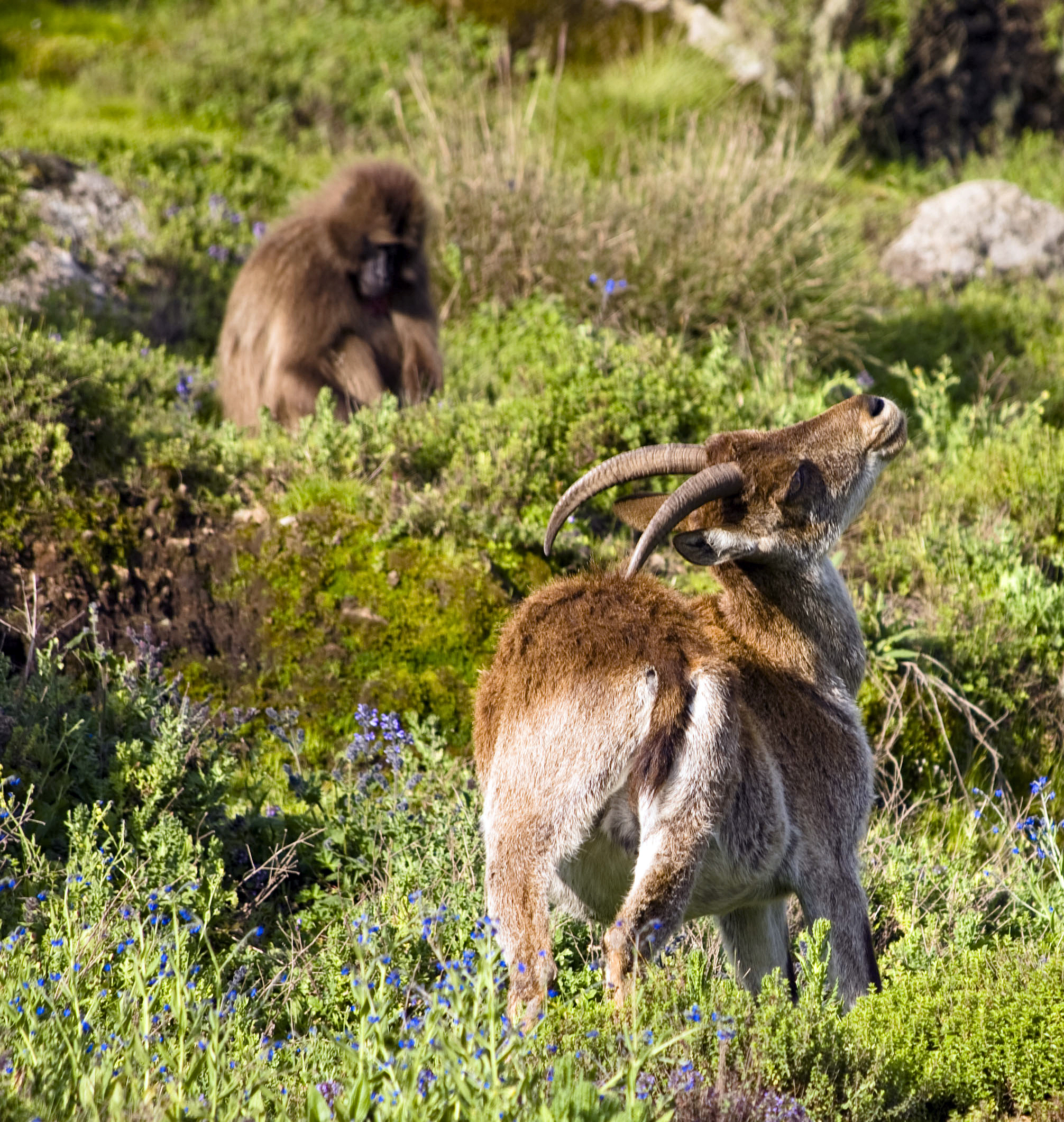
Etiopisk stenbock fotograferad i parken. I bakgrunden syns en gelada.

På 1960-talet började Etiopiens regering arbeta för att skapa ett antal nationalparker för att få stopp på minskningen av de inhemska djurarternas bestånd. 1967 fick Clive Nicol den etiopiska regeringens uppdrag att som viltvårdare i området, lägga grunden för nationalparken. Två år senare instiftade Etiopien Simenbergens nationalpark. Nicol skrev senare om sina erfarenheter i boken From the Roof of Africa (1971, ISBN 0 340 14755 5).
Efter att världsarvskonventionen trätt i kraft kom nationalparken bli ett av de tolv världsarv som utsågs vid världsarvskommitténs första möte. 1996 sattes Simenbergens nationalpark upp på listan över hotade världsarv.